# پلیکان بی (تگزاس)
پلیکان بی، تگزاس (به انگلیسی: Pelican Bay, Texas) یک شهر در ایالات متحده آمریکا با جمعیت ۱٬۵۴۷ نفر است که در تگزاس واقع شده‌است.